# ملعب تاماسات
ملعب تاماسات (بالإنجليزية: Thammasat_Stadium)‏ هو ملعب كرة قدم متعدد الأغراض يقع في محافظة باثوم ثاني، تايلاند، يتسع لـ 30,000 متفرج.

## التاريخ
افتتح الملعب في 1998.